# Šokaščina
Šokaščina (šokaško Šokački jezik) je južnoslovanski jezik, ki ga govorijo Šokci v Vojvodini. Trenutno je njegov status sporen, ne glede na to, da hrvaški jezikoslovci menijo, da je šokaščina samo hrvaško narečje. V Avstro-Ogrski so šokaščino vključevali pri popisih prebivalstva.
Najbližji sorodnik šokaščine je bunjevščina, v katerem v Vojvodini že poučujejo. V Avstro-Ogrski so bili Šokci in Bunjevci še posebej narodnostno prebujeni. Šokci živijo na Bačkem in v Slavoniji, na Hrvaškem. Njihovo točno število ni znano, ocenjuje se na 20 do 30 tisoč.

## Zgodovina in govorci
V 16. stoletju so iz Bosne prišli katoliški Slovani, ki verjetno niso bili Hrvati, saj na Madžarskem pri Pečuju (Pécs) tudi živijo katoliški Bosanci (Baranjski Bosanci), vendar se istovetijo s Hrvati.
Na Madžarsko so se v Mohaču naselili Šokci. Tam je leta 1526 mohačka bitka opustošila kraj.
Na Bačkem so govorili šokaščino v Sonti, na Bačkem Bregu, Bačkem Monoštru in v Somboru, na Madžarskem pa v Mohaču. V Bački živi približno 20 tisoč Šokcev.
Šokci v Slavoniji in v Mohaču se imajo za Hrvate, na Bačkem pa za Srbe. V Sremu so nekoč tudi govorili šokaščino.
Hrvaški (šokaški) književnik Andrin Grga je pisal tudi v šokaščini, kot v hrvaškem jeziku. Od 1992 Čitalniška Društva Šokcev v Mohaču se ukvarja s širjenjem šokaških in hrvaških knjig, ter piše knjige, berila in časopisa v šokaščini.

## Jezikovne posebnosti
Šokaščina je stari štokavski jezik in ima več arhaičnih elementov. Tudi bunjevščina je deloma štokavski jezik.
V šokaščini naglas, kadenca in intonacija kažejo izjemne arhaizme, ki so podobni kot v bolgarščini. Šokaščina se zaradi svojih arhaičnih različnostibolj razlikuje od štokavščine ter od hrvaškega in srbskega jezika, tako da ne tvori diasistema s hrvaščino, srbščino in z bosanščino. Kljub temu Srbi in Hrvati lahko razumejo štokavščino.
V sokaškem narečju Slavonije se mešajo elementi ekavščine in ikavščine, v bačkem narečju pa prevladujejo elementi ikavščine. Narečje Šokcev na Madžarskem tvori arhaično -jat končnico pri sklanjatvi samostalnikov.
Današnji štokavski izgovor je drugačen kot šokaški. V dolini Save govorijo takšno narečje, kjer izgovarjajo šć ali šč kot št. Hrvaška beseda šćap (palica, krepelce) je v šokaščini štap. Naglas stoji na zadnjem zlogu in redko na sprednjem.
V šokaščini se dostikrat ne izgovarja glasu c ampak č. Hrvaško in srbsko crna je v šokaščini črna. Takšno obliko ima tudi gradiščanščina.

### Narečja
Đorđe Šarošac je postavil Šokce v vrste, tako so narečja tudi:
- Mohačko-šokaško narečje: v okolici Mohača
- Vaščansko-šokaško narečja: med Pečujem in Mohačom na enajstih vaseh (tako je vaščansko narečje)
- Podravsko-šokaško narečje
- Bačko-šokaško narečje: na Bačkem